# What Is Love
"What Is Love" é um single do músico teuto-estadunidense Haddaway, lançado em 1993, sendo considerado o maior sucesso da sua carreira.

## Informações
Composto e produzido por Dee Dee Halligan (Tony Hendrik/Dieter Lünstedt) e Junior Torello (Karin Hartman-Eisenblätter), da gravadora Coconut Records, sediada em Colônia, "What Is Love" foi o primeiro single da carreira de Haddaway. A canção chegou a número dois no Reino Unido e na Alemanha, mas alcançou o número um em 13 outros países, todos eles europeus ou asiáticos. A canção chegou a número 11 na Billboard Hot 100 (Estados Unidos) e foi número 12 na Austrália. O single é atualmente o 75º best-seller de todos os tempos na Alemanha. 
Foi utilizada como tema do sketch "Roxbury Guys" do programa Saturday Night Live, substituindo More and More, do Captain Hollywood Project. O programa trazia dois irmãos, interpretados por Chris Kattan e Will Ferrell, que frequentam clubes de dança sempre com um convidado (incluindo atores como Sylvester Stallone e Jim Carrey). Estes sketches foram resgatados mais tarde no filme A Night at the Roxbury, de 1998. A música em si e "A Night at the Roxbury" mais tarde se tornaria um meme sobre YTMND. No Brasil, foi incluída na trilha sonora da novela Sonho Meu  como tema do personagem Lucas, interpretado por Leonardo Vieira, um dos protagonistas da trama, e usada em uma campanha publicitária em TV de 2011 da loja varejista de vestuário britânica Next, alavancando as vendas do single na iTunes Store no Reino Unido.

## Faixas
| "What Is Love" CD single 1. "What Is Love" — 4:28 2. "Sing About Love" — 3:12 7" single 1. "What Is Love" — 4:28 2. "Sing About Love" — 3:12 CD maxi - France 1. "What Is Love" (7" mix) — 4:29 2. "What Is Love" (12" mix) — 6:40 3. "What Is Love" (club mix) — 5:02 4. "Sing About Love" — 4:36 "What Is Love - Remix" CD single - France 1. "What Is Love" (eat-this mix - radio edit) — 4:19 2. "What Is Love" (refreshmento extro mix) — 3:52 | CD maxi 1. "What Is Love - Remix" (eat-this mix) — 6:54 2. "What Is Love" (tour de trance-mix) — 6:00 3. "What Is Love" (7" mix) — 4:27 "What Is Love - Reloaded" CD maxi 1. "What Is Love - Reloaded" (video mix) — 3:16 2. "What Is Love - Reloaded" (reloaded mix) — 6:09 3. "What Is Love - Reloaded" (what is club mix) — 6:39 4. "What Is Love - Reloaded" (Jens O.'s hard remix) — 5:32 5. "What Is Love - Reloaded" (radio edit) — 2:56 6. "What Is Love - Reloaded" (lunaris remix) — 6:21 |

## Desempenho em tabelas musicais
| Tabelas (1993)                                | Posição |
| --------------------------------------------- | ------- |
| Alemanha (Media Control Charts)               | 2       |
| Austrália (ARIA)                              | 12      |
| Áustria (Ö3 Austria Top 40)                   | 1       |
| Bélgica (VRT Top 30 Flanders)                 | 1       |
| Canadá (RPM)                                  | 17      |
| Canadá Dance (RPM)                            | 2       |
| Espanha (Productores de Música de España)     | 1       |
| Estados Unidos Billboard Hot 100              | 11      |
| Estados Unidos Billboard Pop Songs            | 4       |
| Estados Unidos Billboard Hot Dance Club Songs | 9       |
| Finlândia (Suomen virallinen lista)           | 1       |
| França (SNEP)                                 | 1       |
| Irlanda (IRMA)                                | 1       |
| Itália (FIMI)                                 | 1       |
| Países Baixos (Dutch Top 40)                  | 1       |
| Noruega (VG-lista)                            | 1       |
| Nova Zelândia (RIANZ)                         | 48      |
| Reino Unido (The Official Charts Company)     | 2       |
| Suécia (Sverigetopplistan)                    | 2       |
| Suíça (Schweizer Hitparade)                   | 1       |

### Sucessões
| Precedido por "Informer" por Snow                                                           | Singles número um na Noruega 22/1993 – 29/1993 (8 semanas)                                                      | Sucedido por "Mr. Vain" por Culture Beat                                |
| Precedido por "Sad but True" por Metallica                                                  | Singles número um na Finlândia 18 de março (uma semana)                                                         | Sucedido por "Onpa kadulla mittaa" por Kolmas Nainen                    |
| Precedido por "All That She Wants" por Ace of Base                                          | Singles número um na Áustria 9 de maio de 1993 – 4 de julho de 1993 (9 semanas)                                 | Sucedido por "Mr. Vain" por Culture Beat                                |
| Precedido por "Mr. Blue" por René Klijn                                                     | Singles número um na Holanda 15 de maio de 1993 – 19 de junho de 1993 (6 semanas)                               | Sucedido por "(I Can't Help) Falling In Love With You" por UB40         |
| Precedido por "All That She Wants" por Ace of Base                                          | Singles número um na Bélgica 22 de maio (uma semana)                                                            | Sucedido por "Informer" por Snow                                        |
| Precedido por "Tribal Dance" por 2 Unlimited                                                | Singles número um no Eurochart Hot 100 12 de junho de 1993 – 24 de julho 1993 (6 semanas)                       | Sucedido por "Can't Help Falling in Love With You" por UB40             |
| Precedido por "Informer" por Snow                                                           | Singles número um na Suiça 13 de junho de 1993 – 11 de julho de 1993 (5 semanas)                                | Sucedido por "Mr. Vain" por Culture Beat                                |
| Precedido por "All That She Wants" por Ace of Base                                          | Singles número um na Itália 19 de junho de 1993 – 10 de julho de 1993 (4 semanas)                               | Sucedido por "All That She Wants" por Ace of Base                       |
| Precedido por "In Your Eyes" por Niamh Kavanagh                                             | Singles número um na Irlanda 27 de junho de 1993 – 11 de julho de 1993 (3 semanas)                              | Sucedido por "What's Up?" por 4 Non Blondes                             |
| Precedido por "No Limit" por 2 Unlimited                                                    | Singles número um na França 17 de julho de 1993 – 14 de agosto de 1993 (5 semanas)                              | Sucedido por "Darla dirladada" por GO Culture                           |
| Precedido por "Five Live" por George Michael & Queen "Five Live" por George Michael & Queen | Singles número um na Espanha 7 de agosto (uma semana) 28 de agosto de 1993 – 11 de setembro de 1993 (3 semanas) | Sucedido por "Five Live" por George Michael & Queen "Life" por Haddaway |